# Средние Чуди
Средние Чуди — деревня в Череповецком районе Вологодской области.
Входит в состав Николо-Раменского сельского поселения, с точки зрения административно-территориального деления — в Николо-Раменский сельсовет.
Расстояние по автодороге до районного центра Череповца — 97 км, до центра муниципального образования Николо-Раменья — 7 км. Ближайшие населённые пункты — Задние Чуди, Сковятино, Николо-Раменье.
По переписи 2002 года население — 21 человек (10 мужчин, 11 женщин). Всё население — русские.